# Douglas Santos
Douglas dos Santos Justino de Melo, född 22 mars 1994, känd som endast Douglas Santos, är en brasiliansk fotbollsspelare som spelar för Zenit Sankt Petersburg.

## Klubbkarriär
Den 4 juli 2019 värvades Douglas Santos av Zenit Sankt Petersburg.

## Landslagskarriär
Douglas Santos var en del av Brasiliens trupp som tog guld vid olympiska sommarspelen 2016.
Douglas Santos debuterade för Brasiliens A-landslag den 29 maj 2016 i en 2–0-vinst över Panama.